# 사패림

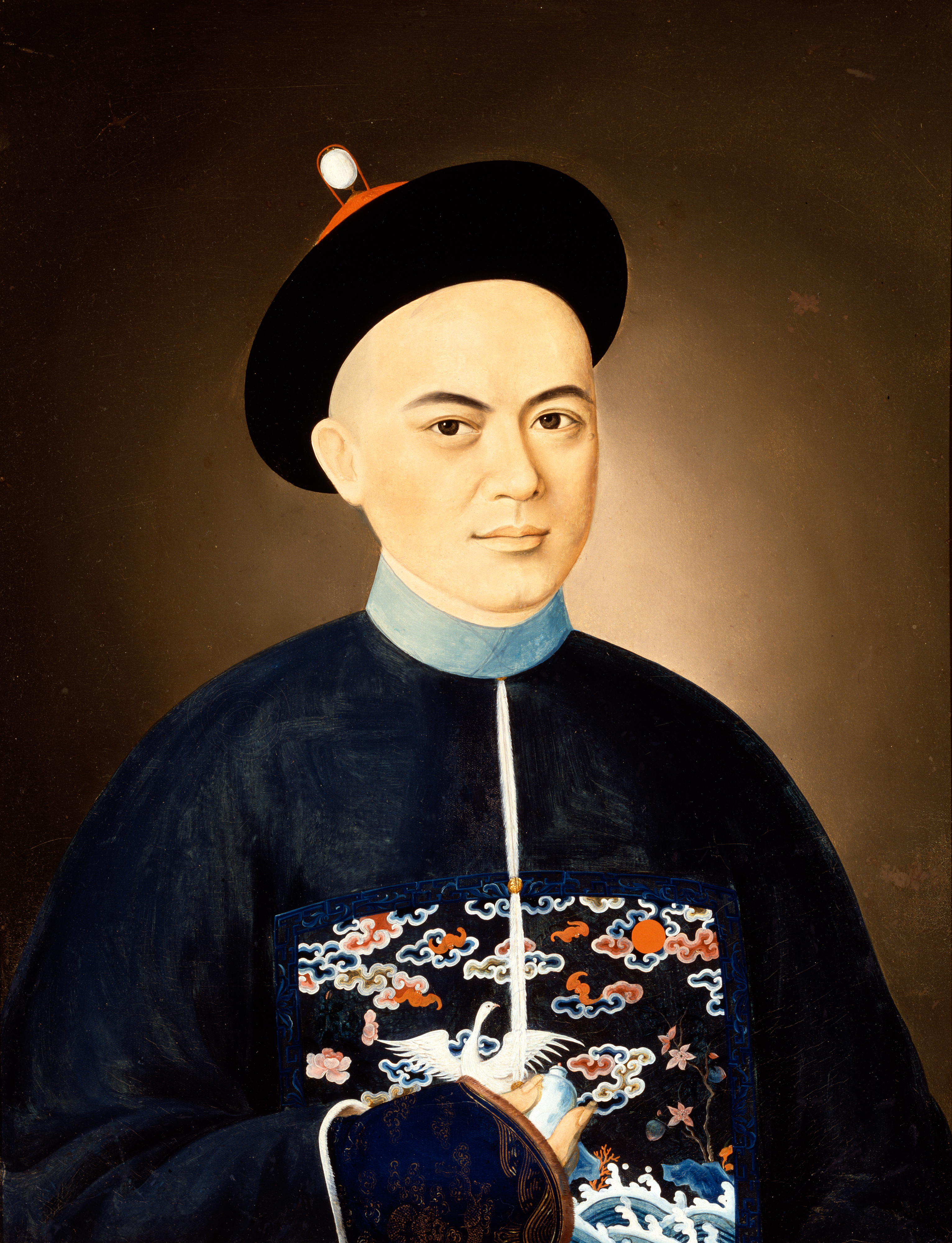
광동 행상(行商) 의성(義盛, 영문명 Eshing) 이치상(李致祥)의 초상화, 사패림(스포일럼)의 작품

사패림(史貝霖) 혹은 영문명 스포일럼(Spoilum)은 1765년부터 1805년까지 광동(廣東)에서 활약한 중국인 유화가이다. 중국인임에도 불구하고 실제 중국 이름이 무엇인지는 확실히 알려져 있지 않다. 다만 영어 문헌에서 'Spoilum'이라는 이름으로 등장하기에, 이를 음차한 사패림(史貝霖, Shi Beilin) 혹은 사파의륭(斯波义隆, Shiboyilong) 등으로 표기된다. 일부 학자는 관작림(關作霖)이라는 인물로 추정하고 있다. 1785년부터 1810년 사이에 구중국무역(舊中國貿易, Old China Trade, 광동체제Canton system 시기 중미간 무역 체계) 기간(1783~1844) 동안 중국 광동성 광주(廣州)에서 활약한 중국인 예술가로서, 광주 최초의 중국인 유화가이다.사패림(스포일럼)은 캔버스에 그리는 서양식 유화로 중국풍의 종이 수묵화 혹은 비단 수묵화를 대신하였으며, 서방 상인과 선장의 초상화를 그렸다. 그는 광주 비단 경영 행상(行商) 의성(義盛, 영어 문헌에 등장하는 상명商名 이싱Eshing, 즉 義盛의 북경관화 발음, 중문명은 이치상李致祥)과 반진승(潘振承)의 초상화를 그렸다. 사패림은 서방 상인 초상화는 2~3시간 앉아 있어야 하기 때문에 미화 10달러를 받고 판매하였다. 사패림은 유럽 반향유리화(反向玻璃繪畫, reverse glass painting) 기법을 장악하였다. 화가의 일원이지만, '림과(琳呱)'라는 별명의 손자 관교창(關喬昌)도 화가이다. 그러나 사패림의 생애는 거의 알려지지 않았는데, 일설에는 서양 도처를 유력하며 돌아다녔다고 한다.

## 같이 보기
- 광동십삼행